# René Castel

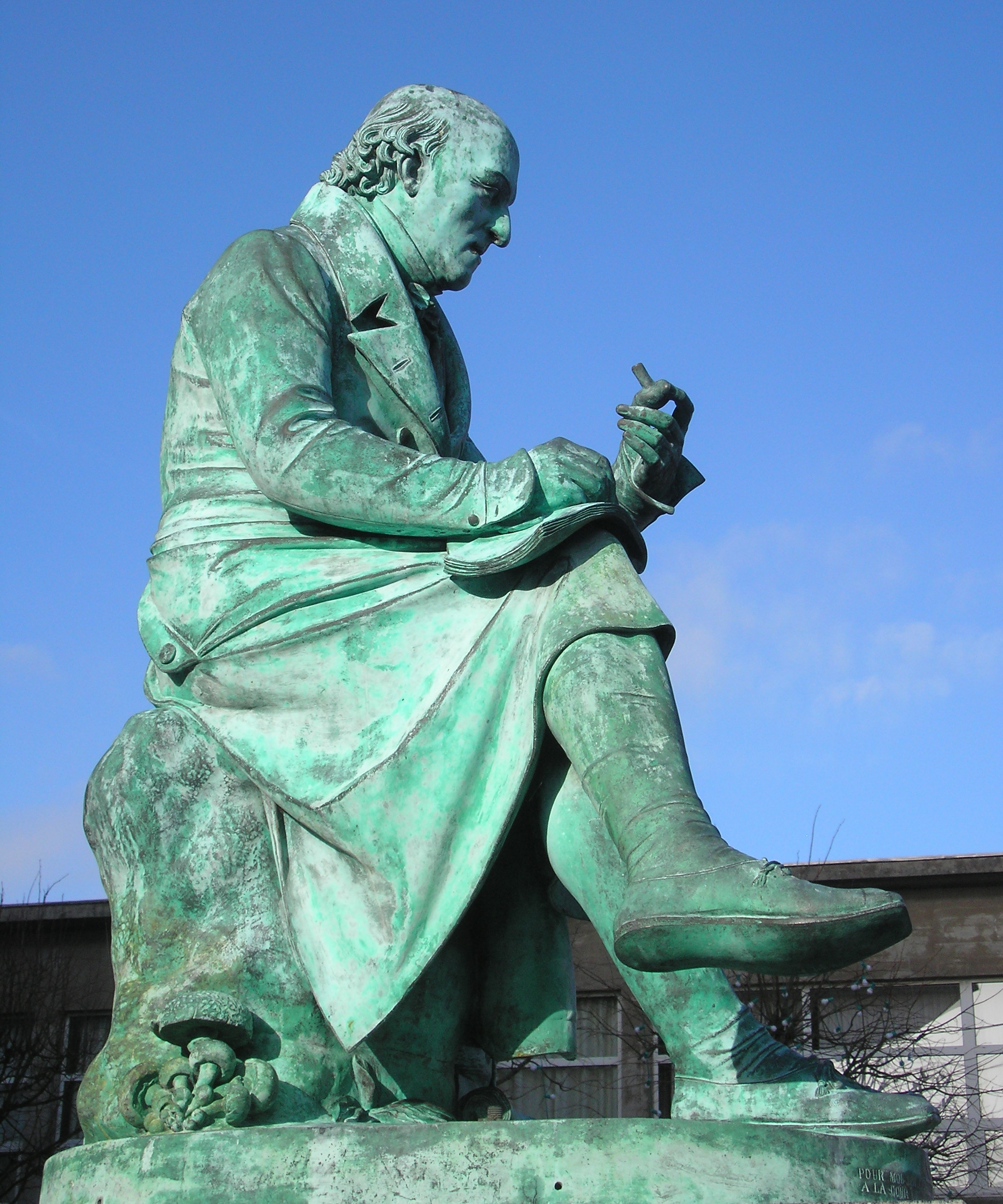
Statue des René Richard Castel in Vire

René Richard Louis Castel (* 6. Oktober 1758 in Vire, Normandie; † 15. Juni 1832 in Reims, Champagne) war ein französischer Dichter und Naturforscher.
Nach seinem Studium am Lycée Louis-le-Grand und der Wahl zum Oberrichter war er Mitglied der Calvados zur Gesetzgebenden Versammlung und verteidigte die Monarchie und den König. Er war zwischen Februar und Juli 1790 der erste Bürgermeister von Vire.
Anlässlich der Ernennung zum Professor der Belles-Lettres am Louis-le-Grand publizierte er dann Briefe, die er im Jahre 1797 als ein Lehrgedicht über Pflanzen geschrieben hatte. Außerdem erschien 1813 sein Opernlibretto le Prince de Catane (Der Prinz von Catania nach Voltaire für den Komponisten Nicolas Isouard).